# Colla rhodope
Colla rhodope är en fjärilsart som beskrevs av Dru Drury 1782. Colla rhodope ingår i släktet Colla och familjen silkesspinnare. Inga underarter finns listade i Catalogue of Life.

## Bildgalleri

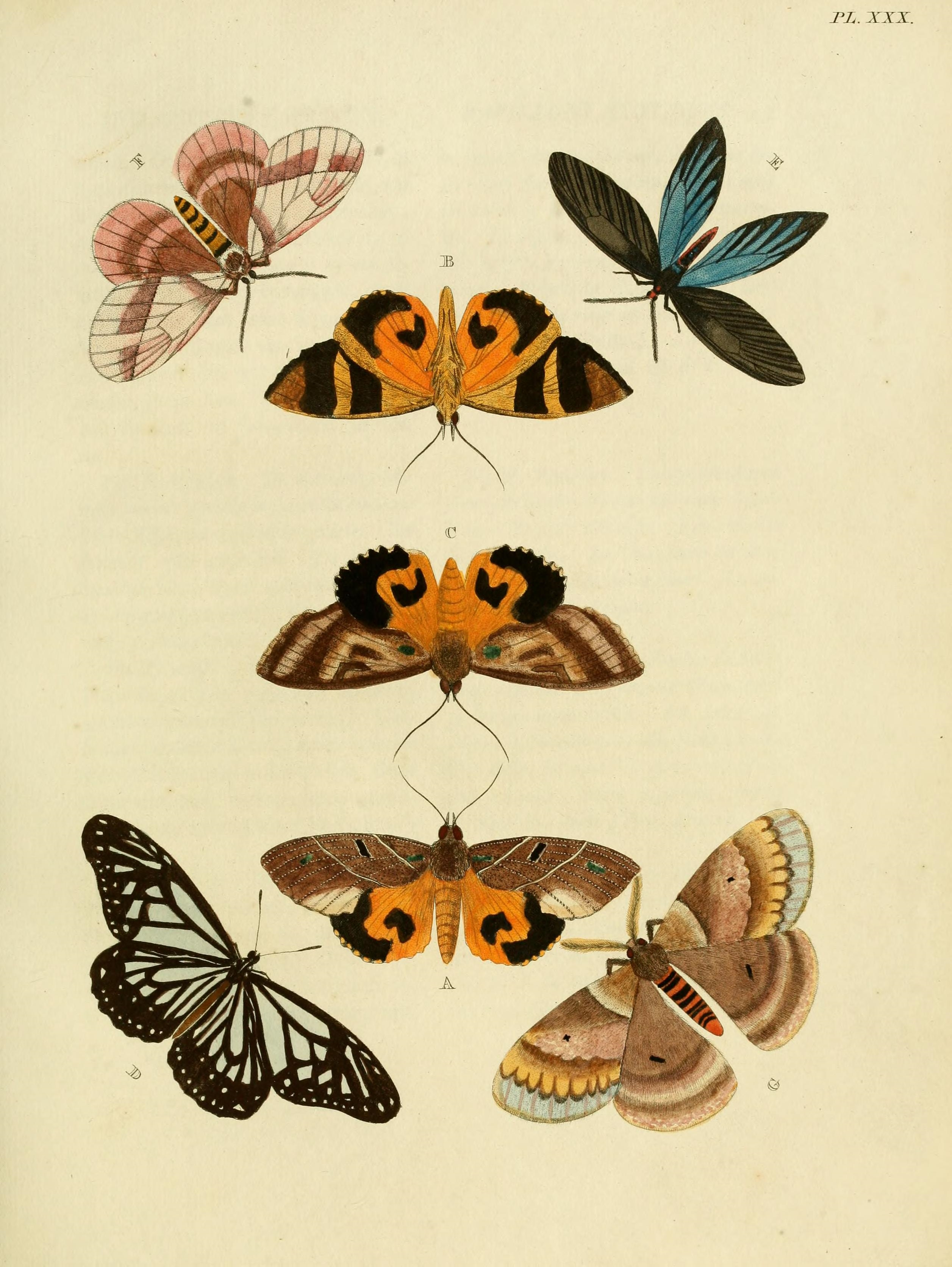